# Vecchio
Vecchio – rzeka we Francji, przepływająca przez teren departamentu Górna Korsyka, o długości 24,1 km. Stanowi dopływ rzeki Tavignano.